# Ursula Buschhorn
Ursula Buschhorn (Palo Alto, 16 maggio 1969) è un'attrice tedesca.
Cresciuta in Germania, ha partecipato per lo più a produzioni tedesche.

## Filmografia

### Cinema
- Die drei Mädels von der Tankstelle, regia di Peter F. Bringmann (1997)
- Kunstgriff, regia di André F. Nebe - cortometraggio (2002)

- Die Nacht davor, regia di Nils Sandvik - cortometraggio (2003)
- Hotel Meina, regia di Carlo Lizzani (2007)

### Televisione (Lista parziale)
- 1994: Blutige Spur
- 1994–1996: Alle meine Töchter
- 1995: Inseln im Wind
- 1995: Sangue sul ghiaccio (Mit verbundenen Augen)
- 1996: Schwurgericht
- 1996: Es geschah am hellichten Tag
- 1997: Herzflimmern (2-Teiler)
- 1998: Ein starkes Team
- 1998: Due Madre - Zwei Mütter
- 1998: Jets
- 1998: Rosamunde Pilcher (Rückkehr ins Paradies)
- 1999: Siska
- 1999: Wilder Kaiser
- 1999: Das Mädchen aus der Torte
- 1999: Guardia costiera  (Küstenwache)
- 2000: Turbo direct:Antonio Bonifacio (5-Teiler)- Italia
- 2000: 7 tage in Paradies
- 2001: Der Verehrer
- 2002: Squadra Speciale Cobra 11
- 2002: Ein himmlisches Weihnachtsgeschenk
- 2002: Pfarrer Braun (Episodi: Der siebte Tempel und Das Skelett in den Dünen)
- 2002: Nicht ohne meinen Anwalt
- 2002: Edel & Starck (Episodio: Ein unmoralisches Angebot)
- 2002: Ich leih dir meinen Mann
- 2003: Paradies in den Bergen
- 2003: Die Rosenheim-Cops (Episodio:  Ein Toter fällt vom Himmel)
- 2003: Die Farben der Liebe
- 2004: La nave dei sogni (Das Traumschiff) (Episodio: Samoa)
- 2004: Auf den Spuren der Vergangenheit
- 2005: Im Himmel schreibt man Liebe anders
- 2005: Lilly Schönauer - Die Stimme des Herzens
- 2006: Stadt, Land, Mord!
- 2006: Im Tal der wilden Rosen
- 2006: Vaterherz
- 2007: La nave dei sogni - Viaggio di nozze (Kreuzfahrt ins Glück) - Wedding-Planner
- 2008: SOKO Köln (Episodio: Der Pianist)
- 2008: Il nostro amico Charly (Unser Charly)